# Ranai Darat
Ranai Darat is een bestuurslaag in het regentschap Natuna van de provincie Riau-archipel, Indonesië. Ranai Darat telt 2499 inwoners (volkstelling 2010).